# Wassmer WA-30 Bijave
Dimensions
Le Wassmer WA-30 Bijave est un planeur biplace en tandem français, conçu et fabriqué par Wassmer Aviation à Issoire.

## Conception et développement
Le WA-30 Bijave est la version biplace du Wassmer WA-21 Javelot II. Le premier Bijave a volé le 17 décembre 1958 à partir de l'Aérodrome d'Issoire. Le Bijave est un monoplan cantilever à aile haute avec un fuselage en tube d'acier soudé entoilé avec quelques éléments en composite résine-fibre de verre. L'aile est fabriquée en bois, coffrée en bouleau à l'avant du longeron et entoilée à l'arrière, elle est équipée d'aérofreins en bois perforé.
L'aile est constituée de trois éléments : un plan central sans dièdre et de corde constante et deux plans latéraux amovibles fixés avec un dièdre de 4.5° par 3 axes mis en place par un système de biellettes et de renvois. Les jonctions plan central / plans latéraux sont recouvertes d'une bande métallique. L’élève et l'instructeur sont assis en tandem dans un cockpit fermé par deux verrières individuelles. Le train d'atterrissage fixe comporte une roue suspendue freinée hydrauliquement complétée par un patin en bois monté sur des amortisseurs en caoutchouc, et une béquille métallique sous la queue.

## Historique opérationnel
En 1960 les firmes Wassmer, Breguet et Fauvel sont en compétition pour fournir un planeur école standard aux clubs français pour remplacer les Caudron C800 et Castel C25s. L'aile volante Fauvel AV-22 est écartée à cause de son pilotage non conventionnel et le Breguet 906, bien que vainqueur du concours, est éliminé par la faillite de Breguet due à l'annulation de la commande des Br-765 Sahara. Wassmer refuse d'assurer la construction du planeur rival et le WA-21 devient le biplace école standard.
En avril 1965, après une expérimentation au centre national de la Montagne noire les Bijave sont munis d'un cadre métallique sur le capot destiné à faciliter la visualisation de l'assiette longitudinale. Surnommé "l'antenne de télé", cet appendice à l'utilité et l'aérodynamique discutables restera en place sur les planeurs pendant une décennie.
Il a eu une longue carrière hélas ternie par plusieurs accidents mortels dus à deux problèmes de conception. Le premier souci a concerné les verrous de fixations des bouts d'ailes qui pouvaient se déboîter à la suite d'une descente rapide avec usage continu des aérofreins. Une simple cale en bois fixée sur la bande métallique recouvrant la jonction entre plan central et bout d'aile a suffi à empêcher tous risque de déverrouillage intempestif. Le problème avait quand même fait deux morts.
À partir d’août 1968 une épidémie de casse de plans centraux de Bijave se produit. Les premiers cas sont imputés  à des séquelles d’atterrissages durs et donnent lieu à des modifications de longerons. Les ruptures continuant à  se produire le Secrétariat Général de L'Aviation Civile interdit finalement de vol tous les Bijave le 21 août 1970.
Les clubs ayant conservé leurs ancêtres ressortent les C.800 et C-25s des fonds de hangars et d'autres optent pour la commande de Schleicher ASK13 qui, récemment éligible aux primes d'achat, constitue une solution intéressante.
Après deux années de tests et d'essais de modifications, une solution est adoptée. Tous les plans centraux sont envoyés à Bernay chez CAARP/AMC ou les semelles de longerons reçoivent un renfort en fibre de verre unidirectionnelle imprégnée de résine époxy logé dans une rainure fraisée. Au printemps 1972 tous les Bijave sont modifiés et peuvent revoler.
Le dernier Bijave produit sort d'usine le 16 mars 1971, c'est le N° 281 immatriculé F-CDXP.
Il reste 161 Bijave inscrits sur le registre de l'aviation civile en 2020

## Notes et références

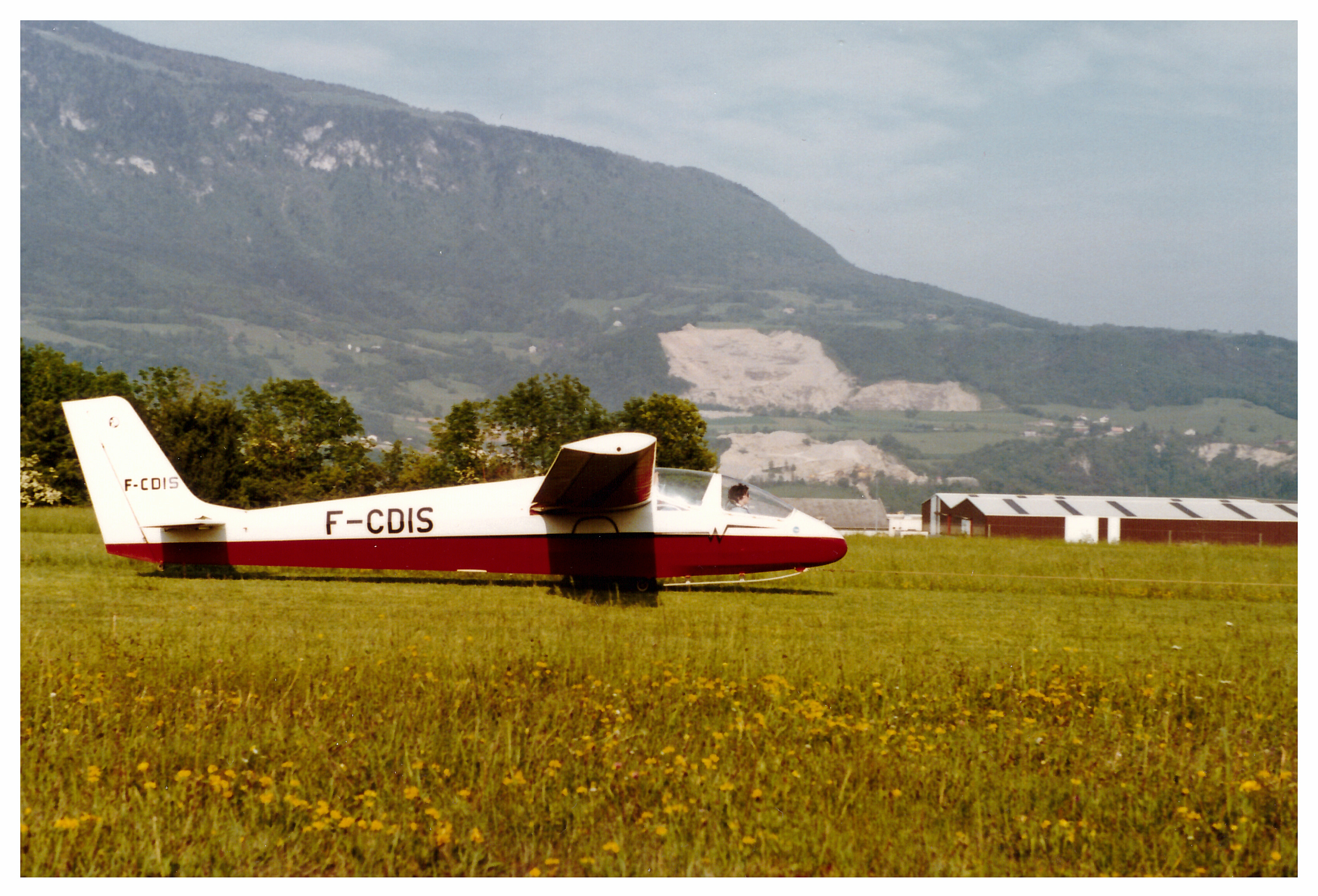
Wassmer 30 Bijave dans sa décoration d'origine